# Astyanacinus
Astyanacinus is een geslacht van straalvinnige vissen uit de familie van de karperzalmen (Characidae).

## Soorten
- Astyanacinus moorii (Boulenger, 1892)
- Astyanacinus multidens Pearson, 1924
- Astyanacinus platensis Messner, 1962